# 김건웅 (2000년)
김건웅(2000년 5월 8일 ~ )은 KBO 리그 SSG 랜더스의 내야수이다.

## SSG 랜더스시절
2023년에 입단하였다. 2023년 5월 2일 kt 위즈와의 경기에 출전하며 데뷔 첫 경기를 치렀고, 경기에서 3타수 무안타를 기록했다.